# Liste der Bodendenkmäler in Willanzheim
Auf dieser Seite sind die Bodendenkmäler in dem unterfränkischen Markt Willanzheim zusammengestellt. Diese Tabelle ist eine Teilliste der Liste der Bodendenkmäler in Bayern. Grundlage ist die Bayerische Denkmalliste, die auf Basis des Bayerischen Denkmalschutzgesetzes vom 1. Oktober 1973 erstmals erstellt wurde und seither durch das Bayerische Landesamt für Denkmalpflege geführt wird. Die folgenden Angaben ersetzen nicht die rechtsverbindliche Auskunft der Denkmalschutzbehörde.

## Bodendenkmäler in Willanzheim

### Gemarkung Hüttenheim i.Bay.
| Lage                         | Objekt | Akten-Nr.     | Bild |
| ---------------------------- | --- | ------------- | ---- |
| Hüttenheim i.Bay. (Standort) | Siedlung der Linearbandkeramik, des Jungneolithikums und der jüngeren Latènezeit | D-6-6327-0080 |      |
| Hüttenheim i.Bay. (Standort) | Vor- und frühgeschichtliche und mittelalterliche Siedlung sowie spätmittelalterlicher Burgstall.                                                                                    | D-6-6327-0081 |      |
| Hüttenheim i.Bay. (Standort) | Merowingerzeitliches Reihengräberfeld. | D-6-6327-0082 |      |
| Hüttenheim i.Bay. (Standort) | Siedlung vor- und frühgeschichtlicher Zeitstellung. | D-6-6327-0145 |      |
| Hüttenheim i.Bay. (Standort) | Siedlung vor- und frühgeschichtlicher Zeitstellung. | D-6-6327-0147 |      |
| Hüttenheim i.Bay. (Standort) | Höhensiedlung der Urnenfelderzeit, der jüngeren Latènezeit und der jüngeren Merowingerzeit.                                                                                         | D-6-6327-0156 |      |
| Hüttenheim i.Bay. (Standort) | Bestattungsplatz mit verebneten Grabhügeln vorgeschichtlicher Zeitstellung. | D-6-6327-0163 |      |
| Hüttenheim i.Bay. (Standort) | Siedlung der späten Latènezeit und der frühen römischen Kaiserzeit. | D-6-6327-0169 |      |
| Hüttenheim i.Bay. (Standort) | Siedlung vor- und frühgeschichtlicher Zeitstellung. | D-6-6327-0172 |      |
| Hüttenheim i.Bay. (Standort) | Siedlung vor- und frühgeschichtlicher Zeitstellung. | D-6-6327-0173 |      |
| Hüttenheim i.Bay. (Standort) | Archäologische Befunde des Mittelalters und der frühen Neuzeit im Bereich der Evangelisch-Lutherischen Pfarrkirche St. Johannes der Täufer von Hüttenheim i.Bayern mit Kirchenburg. | D-6-6327-0258 |      |
| Hüttenheim i.Bay. (Standort) | Archäologische Befunde des späten Mittelalters und der frühen Neuzeit im Bereich der ehemalige Synagoge mit Mikwe von Hüttenheim i.Bayern.                                          | D-6-6327-0260 |      |

### Gemarkung Markt Herrnsheim
| Lage                        | Objekt | Akten-Nr.     | Bild |
| --------------------------- | --- | ------------- | ---- |
| Markt Herrnsheim (Standort) | Merowingerzeitliches Reihengräberfeld. | D-6-6327-0078 |      |
| Markt Herrnsheim (Standort) | Bestattungsplatz mit verebnetem Grabhügel vorgeschichtlicher Zeitstellung. | D-6-6327-0141 |      |
| Markt Herrnsheim (Standort) | Siedlung vor- und frühgeschichtlicher Zeitstellung. | D-6-6327-0143 |      |
| Markt Herrnsheim (Standort) | Bestattungsplatz mit Grabhügeln und Siedlung vorgeschichtlicher Zeitstellung. | D-6-6327-0144 |      |
| Markt Herrnsheim (Standort) | Archäologische Befunde des Mittelalters und der frühen Neuzeit im Bereich der Simultankirche St. Martin von Markt Herrnsheim sowie untertägige Bauteile der Kirchenburg und Körpergräber. | D-6-6327-0255 |      |

### Gemarkung Willanzheim
| Lage                   | Objekt | Akten-Nr.     | Bild |
| ---------------------- | --- | ------------- | ---- |
| Willanzheim (Standort) | Bestattungsplatz mit Grabhügeln vorgeschichtlicher Zeitstellung. | D-6-6327-0065 |      |
| Willanzheim (Standort) | Jüngerlatènezeitliche Viereckschanze Pfaffenburg mit Siedlung sowie Funde der frühen römischen Kaiserzeit.                                                                                             | D-6-6327-0066 |      |
| Willanzheim (Standort) | Mittelalterlicher Turmhügel. | D-6-6327-0067 |      |
| Willanzheim (Standort) | Mittelalterlicher Burgstall. | D-6-6327-0068 |      |
| Willanzheim (Standort) | Archäologische Befunde des frühen, hohen und späten Mittelalters und der frühen Neuzeit im Bereich der Katholischen Pfarrkirche St. Martin von Willanzheim sowie untertägige Bauteile der Kirchenburg. | D-6-6327-0069 |      |
| Willanzheim (Standort) | Siedlungen der Linearbandkeramik, des Mittelneolithikums, der Urnenfelderzeit und der Hallstattzeit.                                                                                                   | D-6-6327-0071 |      |
| Willanzheim (Standort) | Siedlungen der Linearbandkeramik, der römischen Kaiserzeit und des Mittelalters. | D-6-6327-0072 |      |
| Willanzheim (Standort) | Merowingerzeitliche Reihengräber. | D-6-6327-0073 |      |
| Willanzheim (Standort) | Siedlung der Linearbandkeramik, des Mittelneolithikums, des Jungneolithikums und der Urnenfelderzeit.                                                                                                  | D-6-6327-0075 |      |
| Willanzheim (Standort) | Siedlung der Linearbandkeramik. | D-6-6327-0119 |      |
| Willanzheim (Standort) | Siedlung vor- und frühgeschichtlicher Zeitstellung. | D-6-6327-0142 |      |
| Willanzheim (Standort) | Siedlung vor- und frühgeschichtlicher Zeitstellung. | D-6-6327-0155 |      |
| Willanzheim (Standort) | Siedlung vor- und frühgeschichtlicher Zeitstellung. | D-6-6327-0167 |      |
| Willanzheim (Standort) | Siedlung der jüngeren Latènezeit. | D-6-6327-0179 |      |
| Willanzheim (Standort) | Archäologische Befunde des frühen, hohen und späten Mittelalters und der frühen Neuzeit im Ortsbereich von Willanzheim sowie Körpergräber des Ortsfriedhofes.                                          | D-6-6327-0247 |      |
| Willanzheim (Standort) | Archäologische Befunde des Mittelalters und der frühen Neuzeit im Bereich der Ortsbefestigungen von Willanzheim.                                                                                       | D-6-6327-0248 |      |
| Willanzheim (Standort) | Archäologische Befunde des Mittelalters und der frühen Neuzeit im Bereich der Feldkapelle Maria Schmerz bei Willanzheim sowie untertägige Teile von Vorgängerbauten.                                   | D-6-6327-0253 |      |
| Willanzheim (Standort) | Wallgrabenanlage vorgeschichtlicher Zeitstellung | D-6-6327-0277 |      |